# Carlos Negron
Carlos R. Negron (ur. 7 września 1964) – portorykański zapaśnik walczący w obu stylach. Olimpijczyk z Seulu 1988, gdzie odpadł w eliminacjach w kategorii 52 kg w stylu wolnym. Piąty w igrzyskach panamerykańskich w 1987. Czwarty na mistrzostwach panamerykańskich w 1987, mistrzostwach Ameryki Centralnej i igrzyskach Ameryki Środkowej i Karaibów w 1990 roku.